# Samir Van Der Beken
Samir Van Der Beken ou Samir Vanderbeken, né le 6 août 1994 à Villepinte, est un joueur de boccia en catégorie BC3. Samir est atteint de myopathie, une maladie qui entraîne une dégénérescence des muscles.
Il débute la boccia à partir de 2010 dans le club Handisport Ladapt Cambrai et devient en 2019 champion d’Europe à Séville avec l'équipe de France. Ce titre leur permet d'être qualifié pour les Jeux paralympiques d'été de 2020 à Tokyo, une première pour la France qui n'avait jamais eu de représentant dans cette discipline.